# Sonata per a piano núm. 3 (Weinberg)
La Sonata per a piano núm. 3 en sol sostingut menor, op. 31, va ser composta el 1946 per Mieczysław Weinberg. Està dedicada al seu amic, el compositor Leu Abeliòvitx. Es va estrenar el 5 d'octubre de 1946 a la Sala petita del Conservatori de Moscou per Maria Grinberg.

## Moviments
- I.Allegro tranquillo
- II.Adagio
- III.Moderato con moto

## Origen i context
El setembre de 1939, el jove Weinberg va escapar de l'ocupació nazi a Varsòvia i es va refugiar a Minsk. Posteriorment, al juny de 1941, es va traslladar a Taixkent. Finalment, a l'agost de 1943, va establir-se de manera definitiva a Moscou, on va trobar una certa estabilitat en la seva vida personal gràcies al suport de Xostakóvitx. Aquesta etapa va marcar un període d'intensa creativitat, amb obres destacades com quatre quartets de corda (núm. 3-6), una sonata per a violí, un trio amb piano, un quintet amb piano, una simfonia i cinc col·leccions de cançons, totes elles compostes entre 1944 i 1946.
La Sonata per a piano núm. 3 va ser composta en set dies, del 29 de gener al 4 de febrer de 1946. El primer el va escriure a Minsk (1940) i el segon a Taixkent (1942). El 1946, el compositor ja havia dominat la forma sonata i, per tant, podia centrar-se en un relat musical més profund i complex.
Aquesta obra està dedicada al seu amic, el compositor Leu Abeliòvitx, amb qui va coincidir durant els anys d'estudi al Conservatori de Varsòvia. Junts es van traslladar a Minsk, on van aprofundir els seus estudis de composició sota la tutela de Vassili Zolotariov. Possiblement estava inspirada per la secció central del tercer moviment de la Simfonia Leningrad de Xostakóvitx.

## Anàlisi musical
Dividida en tres moviments, la sonata està escrita en la tonalitat exòtica de sol sostingut menor, una de les predilectes de Weinberg durant aquest període. Aquesta tonalitat li permetia expressar una barreja de lament i protesta, reflex d’un profund sentiment emocional. Encara impregnada per l'impacte dels anys de guerra, la Tercera Sonata es presenta amb una força i intensitat que supera les dues anteriors.
La sonata s'inicia amb un estil líric i neoclàssic, caracteritzat per una delicada claredat formal. El moviment lent, inspirat en una melodia popular i enriquit amb unes variacions captivadores, adopta el to d'un lament estoic, profundament commovedor. Finalment, l'obra conclou amb una senzilla però magistral fuga, que sintetitza la seva intensitat emocional amb una construcció formal impecable.